# James Wan
James Wan (traditionnel : 溫子仁 ; pinyin : Wēn Zǐrén) est un producteur, réalisateur et scénariste australien, né le 26 février 1977 à Kuching dans le Sarawak en Malaisie. Il se fait connaître grâce à sa réalisation de films tels que Saw, Insidious, Conjuring, Fast and Furious 7 et Aquaman.

## Biographie
James Wan naît à Kuching  le 26 février en 1977 dans le Sarawak en Malaisie, de parents sino-malaisiens. Très jeune, il réside à Perth en Australie-Occidentale. À 11 ans, il éprouve le désir de devenir réalisateur : ce qui le pousse à étudier à l'Institut royal de technologie de Melbourne (RMIT), d'où il sort diplômé en Arts.
Avant de devenir populaire dans l'industrie cinématographique, il a réalisé son premier long métrage Stygian avec Shannon Young, qui a remporté le prix du meilleur film de guérilla au Melbourne Underground Film Festival en 2000.

### Carrière
James Wan est connu en particulier pour avoir réalisé et co-écrit avec Leigh Whannell Saw sorti en 2004 : mélange entre un thriller et film d'horreur. Par la suite, il ne réalise ni co-écrit Saw 2 mais devient à partir de là producteur exécutif sur la saga ; lui et Leigh Whannell ne reviendront qu'une seule autre fois ensemble à l'écriture, pour Saw 3.
En 2007, il réalise le film Dead Silence puis le vigilante movie, Death Sentence avec Kevin Bacon.
Il a également réalisé une bande-annonce du jeu vidéo d'horreur de survie Dead Space (2008).
En 2011, il retourne au film d'horreur avec Insidious. En 2013, il continue dans l'épouvante avec le blockbuster Conjuring : Les Dossiers Warren puis dirige la suite d'Insidious, Insidious : Chapitre 2.

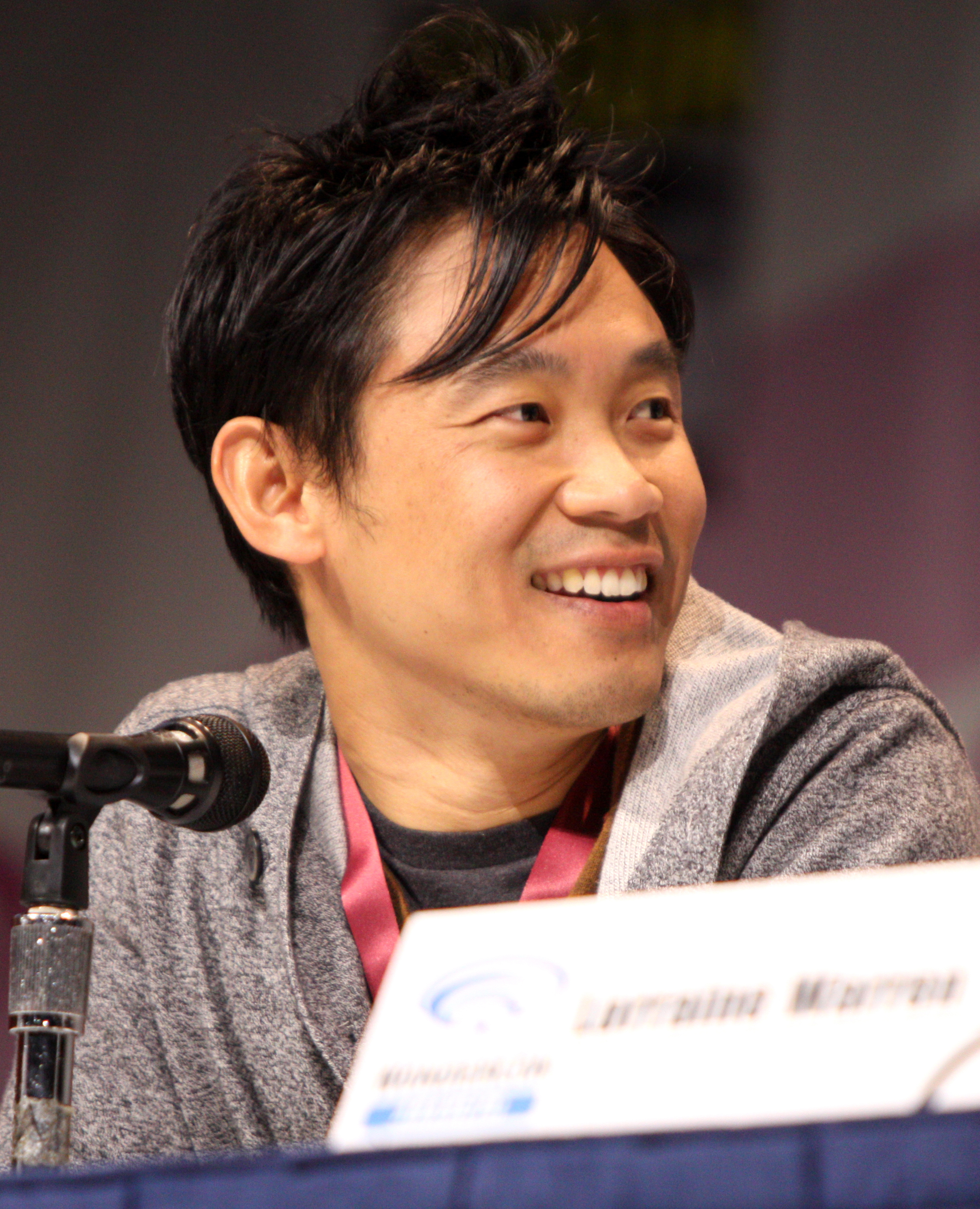
James Wan en mars 2013.

Il est ensuite choisi pour réaliser Fast and Furious 7, sorti en 2015, qui est devenu un énorme succès au box-office. En 2014, il produit Annabelle, film dérivé de Conjuring : Les Dossiers Warren avant de réaliser la suite de ce dernier : Conjuring 2 : Le Cas Enfield, film sorti en 2016.
Puis en 2018, il réalise le film de super-héros Aquaman dans le cadre des adaptations de l'univers DC Comics. James Wan a franchi la barre du milliard de dollars au box-office et est désormais le plus gros succès de DC au cinéma de tous les temps. Avec ce record, Aquaman coiffe au poteau The Dark Knight Rises de Christopher Nolan, qui détenait depuis 2012 le titre du plus gros succès de DC au cinéma. 
En 2021, il a tourné un thriller horrifique plus modeste, Malignant.

## Filmographie

### En tant que réalisateur
- 2000 : Stygian (coréalisé avec Shannon Young)
- 2003 : Saw (court métrage)
- 2004 : Saw
- 2007 : Dead Silence
- 2007 : Death Sentence
- 2008 : Doggie Heaven (court métrage)
- 2011 : Insidious
- 2013 : Conjuring : Les Dossiers Warren
- 2013 : Insidious : Chapitre 2
- 2015 : Fast and Furious 7
- 2016 : Conjuring 2 : Le Cas Enfield
- 2018 : Aquaman
- 2021 : Malignant
- 2023 : Aquaman et le Royaume perdu
- Sans date : L'Étrange Créature du lac noir

### En tant que scénariste
- 2000 : Stygian de lui-même et Shannon Young
- 2003 : Saw (court métrage) de lui-même
- 2004 : Saw de lui-même
- 2006 : Saw 3 de Darren Lynn Bousman
- 2007 : Dead Silence de lui-même
- 2016 : Conjuring 2 : Le Cas Enfield de lui-même
- 2018 : La Nonne de Corin Hardy
- 2025 : The Conjuring: Last Rites de Michael Chaves (histoire uniquement)

### En tant que producteur / producteur délégué

#### Longs métrages
- 2005 : Saw 2 de Darren Lynn Bousman
- 2006 : Saw 3 de Darren Lynn Bousman
- 2007 : Saw 4 de Darren Lynn Bousman
- 2008 : Saw 5 de David Hackl
- 2009 : Saw 6 de Kevin Greutert
- 2010 : Saw 3D : Chapitre final de Kevin Greutert
- 2014 : Annabelle de John R. Leonetti
- 2015 : Demonic de Will Canon
- 2015 : Insidious : Chapitre 3 (Insidious: Chapter 3) de Leigh Whannell
- 2016 : Conjuring 2 : Le Cas Enfield (The Conjuring 2) de lui-même
- 2016 : Dans le noir (Lights Out) de David F. Sandberg
- 2017 : Annabelle 2 : La Création du mal (Annabelle: Creation) de David F. Sandberg
- 2017 : Jigsaw de Michael et Peter Spierig
- 2018 : Insidious : La Dernière Clé (Insidious: The Last Key) d'Adam Robitel
- 2018 : La Nonne (The Nun) de Corin Hardy
- 2019 : La Malédiction de la dame blanche (The Curse of La Llorona) de Michael Chaves
- 2019 : Annabelle : La Maison du mal (Annabelle Comes Home) de Gary Dauberman
- 2021 : Conjuring : Sous l'emprise du Diable (The Conjuring: The Devil Made Me Do It) de Michael Chaves
- 2021 : Mortal Kombat de Simon McQuoid
- 2021 : Malignant de lui-même
- 2021 : Spirale : L'Héritage de Saw (Spiral: From the Book of Saw) de Darren Lynn Bousman
- 2023 : Megan de Gerard Johnstone
- 2023 : Insidious: The Red Door de Patrick Wilson
- 2023 : Aquaman et le Royaume perdu (Aquaman and the Lost Kingdom) de lui-même
- 2024 : Salem (Salem's Lot) de Gary Dauberman
- 2025 : The Monkey d'Oz Perkins
- 2025 : Conjuring : L'Heure du jugement (The Conjuring: Last Rites) de Michael Chaves
- 2025 : Mortal Kombat 2 de Simon McQuoid
- 2025 : M3GAN 2.0 de Gerard Johnstone
- 2026 : SOULM8TE de Kate Dolan
- 2026 : The Mummy de Lee Cronin

#### Séries télévisées
- 2019 : Swamp Thing
- 2021 : Souviens-toi... l'été dernier (I Know What You Did Last Summer)
- 2022 : Archive 81
- 2024 : Teacup - 8 épisodes

### En tant que chef monteur
- 2003 : Saw (court métrage)
- 2008 : Doggie Heaven (court métrage)
- 2011 : Insidious

### En tant qu'acteur
- 2008 : Not quite Hollywood : lui-même
- 2011 : Le monde de Corman : Exploits d'un rebelle hollywoodien : lui-même
- 2015 : Insidious : Chapitre 3 de Leigh Whannell : le directeur du théâtre

## Collaborateurs réguliers
|                     | Saw (2003) | Saw (2004) | Dead Silence (2007) | Death Sentence (2007) | Insidious (2011) | Conjuring : Les Dossiers Warren (2013) | Insidious : Chapitre 2 (2013) | Fast and Furious 7 (2015) | Conjuring 2 : Le Cas Enfield (2016) | Aquaman (2018) | Malignant (2021) | Aquaman and the Lost Kingdom (2022) |
| ------------------- | ---------- | ---------- | ------------------- | --------------------- | ---------------- | -------------------------------------- | ----------------------------- | ------------------------- | ----------------------------------- | -------------- | ---------------- | ----------------------------------- |
| Judith Anna Roberts |            |            | ✔️                  | ✔️                    |                  |                                        |                               |                           |                                     |                |                  |                                     |
| John Brotherton     |            |            |                     |                       |                  | ✔️                                     |                               | ✔️                        |                                     |                |                  |                                     |
| Rose Byrne          |            |            |                     |                       | ✔️               |                                        | ✔️                            |                           |                                     |                |                  |                                     |
| Steve Coulter       |            |            |                     |                       |                  | ✔️                                     | ✔️                            |                           | ✔️                                  |                |                  |                                     |
| Willem Dafoe        |            |            |                     |                       |                  |                                        |                               |                           |                                     | ✔️             |                  | ✔️                                  |
| Vera Farmiga        |            |            |                     |                       |                  | ✔️                                     |                               |                           | ✔️                                  |                |                  |                                     |
| Amber Heard         |            |            |                     |                       |                  |                                        |                               |                           |                                     | ✔️             |                  | ✔️                                  |
| Dolph Lundgren      |            |            |                     |                       |                  |                                        |                               |                           |                                     | ✔️             |                  | ✔️                                  |
| Jason Momoa         |            |            |                     |                       |                  |                                        |                               |                           |                                     | ✔️             |                  | ✔️                                  |
| Temuera Morrison    |            |            |                     |                       |                  |                                        |                               |                           |                                     | ✔️             |                  | ✔️                                  |
| Lin Shaye           |            |            |                     |                       | ✔️               |                                        | ✔️                            |                           |                                     |                |                  |                                     |
| Ty Simpkins         |            |            |                     |                       | ✔️               |                                        | ✔️                            |                           |                                     |                |                  |                                     |
| Leigh Whannell      | ✔️         | ✔️         | ✔️                  | ✔️                    | ✔️               |                                        | ✔️                            |                           |                                     |                |                  |                                     |
| Patrick Wilson      |            |            |                     |                       | ✔️               | ✔️                                     | ✔️                            |                           | ✔️                                  | ✔️             |                  | ✔️                                  |
| Madison Wolfe       |            |            |                     |                       |                  |                                        |                               |                           | ✔️                                  |                | ✔️               |                                     |

## Box-office
Box-office en tant que réalisateur :
| Film                                   | Budget        | États-Unis      | France             | Monde           |
| -------------------------------------- | ------------- | --------------- | ------------------ | --------------- |
| Saw (2004)                             | 1 200 000 $   | 56 000 369 $    | 493 502 entrées    | 103 911 669 $   |
| Dead Silence (2007)                    | 20 000 000 $  | 16 809 076 $    | 3 646 entrées      | 22 217 407 $    |
| Death Sentence (2007)                  | 20 000 000 $  | 9 534 258 $     | 75 452 entrées     | 16 974 459 $    |
| Insidious (2011)                       | 1 500 000 $   | 54 009 150 $    | 459 705 entrées    | 97 009 150 $    |
| Conjuring : Les Dossiers Warren (2013) | 20 000 000 $  | 137 400 141 $   | 1 163 218 entrées  | 319 494 638 $   |
| Insidious : Chapitre 2 (2013)          | 5 000 000 $   | 83 586 447 $    | 496 785 entrées    | 161 919 318 $   |
| Fast and Furious 7 (2015)              | 250 000 000 $ | 353 007 020 $   | 4 637 718 entrées  | 1 516 045 911 $ |
| Conjuring 2 : Le Cas Enfield (2016)    | 40 000 000 $  | 102 470 008 $   | 1 470 179 entrées  | 320 392 818 $   |
| Aquaman (2018)                         | 160 000 000 $ | 324 586 129 $   | 3 233 714 entrées  | 1 108 786 129 $ |
| Malignant (2021)                       |               |                 |                    | 34 890 000 $    |
| Aquaman and the Lost Kingdom (2023)    | 200 000 000 $ | bientôt         | bientôt            | bientôt         |
| Totaux                                 | 517 700 000 $ | 1 137 402 598 $ | 12 033 919 entrées | 3 666 751 499 $ |